# Newville (Alabama)
Newville – miasto w Stanach Zjednoczonych, w stanie Alabama, w hrabstwie Henry. W roku 2023 miasto zamieszkiwało 558 osób, a gęstość zaludnienia wynosiła 53,7 osoby/km².